# Aborrebjerg
Aborrebjerg er med 143 moh. det højeste punkt på Møn. Herfra er der i klart vejr udsigt til Stevns mod nord samt Farøbroerne og Storstrømsbroen mod vest.
Aborrebjerg er samtidig den mest markante bakke i hele Danmark. Der er nemlig lige under 1 kilometer fra toppen af bakken (143 m o.h.) og ned til bunden (0 m o.h.), som udgøres af kysten neden for Møns Klint. Ingen andre steder i landet finder man så stor en højdeforskel.